# غاريث كراوز
غاريث كراوز (بالإنجليزية: Gareth Krause)‏ هو لاعب اتحاد الرغبي جنوب أفريقي، ولد في 30 ديسمبر 1981 في إيست لندن في جنوب أفريقيا.

## وصلات خارجية
- غاريث كراوز على موقع سلسلة سباعيات الرغبي العالمية - رجال (الإنجليزية)
- غاريث كراوز على موقع ItsRugby.co.uk (الإنجليزية)